# Jan Bekkers
Johannes Jacobus Franciscus ("Jan") Bekkers (Deurne, 1 november 1920 – 29 maart 2003) wordt gezien als de man die de bestaande frikadel, een platte gehaktschijf, in een worstvorm wijzigde en deze de naam frikandel gaf. De door hem opgerichte snackfabriek werd landelijk bekend en de leuze Lekkers van Beckers was enige tijd niet weg te slaan van de televisiereclame. De naam van de snackfabriek kreeg de naam Beckers in plaats van Bekkers, om zich daarmee te onderscheiden van andere slagersondernemingen in de familie.
Jan Bekkers stamde uit een geslacht van slagers. Zijn overgrootvader Arnoldus Bekkers kwam aan het begin van de negentiende eeuw vanuit het Limburgse Wanssum naar Deurne en oefende daar zijn beroep uit.
Bekkers was de oudste uit een gezin van zeven kinderen, vijf jongens en twee meisjes. Zijn ouders waren Johannes Bekkers en Maria Anna Veltmans. Bekkers was gehuwd met Jo van den Eijnden (1925-1997), en had onder meer een dochter Suzan (1952-1973). Hij ligt met zijn vrouw en dochter begraven op het parochiekerkhof te Griendtsveen.

## Trivia
- Omstreeks 1993 brandde de snackfabriek van Beckers te Deurne op de hoek van de Tramstraat en Derpsestraat af.
- In een reclame van Beckers uit 2009 speelt een acteur de rol van Jan Bekkers. Het gebezigde Brabantse accent wijkt echter sterk af van het Deurnese, en ook de opnames zijn niet in Deurne gemaakt.